# الحركة التركمانية السورية
الحركة التركمانية السورية (بالتركية: Suriye Türkmen Hareketi)‏ كانت أول حركة معارضة لتركمان سوريا. أسسها علي أوزتركمان الذي غادر سوريا إلى تركيا بعد فترة وجيزة من الانتفاضة السورية في عام 2011 حيث سعى إلى تسييس التركمان السوريين للخروج إلى الشوارع باسم «التركمان». في فبراير 2012، انضمت إلى المجموعة التركمانية السورية التي تأسست حديثًا لتشكيل الكتلة الوطنية التركمانية السورية الأكبر.
وعلى أساس التواصل الاجتماعي، حضرت الحركة أيضًا مؤتمر التغيير في سوريا الذي انعقد في 1 يونيو 2011 بأنطاليا في تركيا، وجميع مؤتمرات المعارضة السورية بإسطنبول، وتسعى جاهدة إلى ذكر الأقلية التركمانية صراحة في جميع التقارير.
في أواخر عام 2011، انضمت إلى الحركة التركمانية السورية السابقة لتشكيل الكتلة التركمانية السورية الأكبر، والتي تأسست رسميًا في فبراير 2012. المنظمات المكونة كانت الحركة والمجموعة السورية التركمانية تاركين إطلاق حركة أخرى قائمة على النشاط وهي الحركة التركمانية الديمقراطية السورية. وفي خضم مرحلة الاندماج، عانت المجموعة من انقسام، حيث غادرها كل من قادة المنظمات المكونة للجماعة، بكير أتاكان، وعضو الحركة التركمانية السورية علي أوزتركمان، لإطلاق حركة أخرى قائمة على النشاط، وهي الحركة التركمانية الديمقراطية السورية.

### قائمة المراجع
- مركز الدراسات الإستراتيجية في الشرق الأوسط، المحرر (مارس 2013). Syrian Turkmens: Political Movements and Military Structure (PDF). ORSAM–Middle Eastern Turkmen Report. Ankara. ج. 22 (= ORSAM Report No. 150). ISBN:978-605-4615-47-6. مؤرشف من الأصل (PDF) في 2017-08-28.{{استشهاد بكتاب}}:  صيانة الاستشهاد: مكان بدون ناشر (link)  مركز الدراسات الإستراتيجية في الشرق الأوسط، المحرر (مارس 2013). Syrian Turkmens: Political Movements and Military Structure (PDF). ORSAM–Middle Eastern Turkmen Report. Ankara. ج. 22 (= ORSAM Report No. 150). ISBN:978-605-4615-47-6. مؤرشف من الأصل (PDF) في 2017-08-28.{{استشهاد بكتاب}}:  صيانة الاستشهاد: مكان بدون ناشر (link)  مركز الدراسات الإستراتيجية في الشرق الأوسط، المحرر (مارس 2013). Syrian Turkmens: Political Movements and Military Structure (PDF). ORSAM–Middle Eastern Turkmen Report. Ankara. ج. 22 (= ORSAM Report No. 150). ISBN:978-605-4615-47-6. مؤرشف من الأصل (PDF) في 2017-08-28.{{استشهاد بكتاب}}:  صيانة الاستشهاد: مكان بدون ناشر (link)